# Anthrax aethiops
Anthrax aethiops – gatunek muchówki z rodziny bujankowatych. Zamieszkuje krainę palearktyczną od Półwyspu Iberyjskiego po Azję Środkową.

## Taksonomia
Gatunek ten opisany został po raz pierwszy w 1781 roku przez Johana Christiana Fabriciusa pod nazwą Bibio aethiops. Lokalizacja typowa znajduje się prawdopodobnie we Włoszech. W 1909 roku Pius Sack wyznaczył go gatunkiem typowym rodzaju Leucamoeba, który później zsynonimizowany został z rodzajem Anthrax.
W obrębie gatunku tego wyróżnia się dwa podgatunki:
- Anthrax aethiops aethiops (Fabricius, 1781)
- Anthrax aethiops bezzi (Paramonov, 1957)

## Morfologia
Muchówka ta osiąga od 7 do 8 mm długości ciała, którego ubarwienie jest niemal całkowicie czarne. Kulistą głowę porastają czarne włoski, a pośrodku czoła formujące prążek białe łuski. Aparat gębowy ma podługowato-owalne labellum równe połowie długości ryjka. Czułki są szeroko rozstawione; pierwszy ich człon jest dwukrotnie dłuższy od drugiego, a trzeci cebulowaty, zwieńczony aristą z pędzelkiem włosków na szczycie. Tułów jest najszerszy w tylnej połowie, ku przodowi lekko zwężony. Ubarwiony jest czarno z brunatnymi łuskami na śródpleczu, białymi łuskami na tylnych krawędziach śródplecza i tarczki oraz jasnobrunatnym opyleniem na bokach. Kolor plumuli jest czarny. Łuseczki skrzydłowe są białe z białym orzęsieniem, zaś przezmianki brunatne. Skrzydło jest częściowo zaciemnione; komórka dyskoidalna zaciemniona jest do żyłki poprzecznej radialno-medialnej, natomiast jej wierzchołek pozostaje przejrzysty, z kolei na żyłce poprzecznej medialno-medialnej występuje ciemna plama. Odnóża mają golenie i stopy koloru brunatnego z czarnymi kolcami i brunatnożółtymi łuskami. Odwłok jest krótki, przysadzisty, szerszy od tułowia, u samicy szerszy niż u samca. U samca wierzchołkowe tergity odwłoka w całości porastają białe łuski, zaś u samicy takich łusek na odwłoku brak zupełnie.

## Ekologia i występowanie
Owad ciepłolubny. Osobniki dorosłe latają od maja do sierpnia. Larwy są parazytoidami, rozwijającymi się w gniazdach samotnych pszczół.
Gatunek palearktyczny. Podgatunek nominatywny w Europie znany jest z Portugalii, Hiszpanii, Francji, Niemiec, Szwajcarii, Austrii, Włoch, Polski, Czech, Słowacji, Węgier, Ukrainy, Rumunii, Bułgarii, Słowenii, Chorwacji, Bośni i Hercegowiny, Grecji oraz europejskiej części Rosji. W Afryce Północnej zamieszkuje Maroko, Algierię, Tunezję, Libię i Egipt. W Azji znany jest z Cypru, Izraela, Gruzji, Armenii, Azerbejdżanu, Uzbekistanu, Turkmenistanu, Tadżykistanu i Kirgistanu. 
Podgatunek A. a. bezzi ograniczony jest w swym zasięgu do Egiptu i Izraela. Należy do taksonów zagrożonych. W latach 1970–2020 zniknął z większości egipskich stanowisk, tracąc odpowiednie siedliska wskutek urbanizacji i intensywnego rolnictwa.